# Joseph Toal
Joseph Anthony Toal (ur. 13 października 1956 w Roy Bridge) – brytyjski duchowny katolicki, biskup Motherwell od 2014.

## Życiorys

### Prezbiterat
Święcenia kapłańskie otrzymał 10 lipca 1980 i został inkardynowany do diecezji Argyll and the Isles. Przez wiele lat pracował jako duszpasterz parafialny, zaś w latach 1983-1986 był wykładowcą niższego seminarium w Blairs. W 1999 wyjechał do Salamanki i rozpoczął pracę jako ojciec duchowny w miejscowym kolegium szkockim, a następnie został jego wicerektorem i rektorem.

### Episkopat
16 października 2008 papież Benedykt XVI mianował go biskupem ordynariuszem Argyll and the Isles. Sakry biskupiej udzielił mu 8 grudnia 2008 kardynał Keith O’Brien.
29 kwietnia 2014 papież Franciszek mianował go biskupem diecezji Motherwell.
W latach 2012-2018 był wiceprzewodniczącym Konferencji Episkopatu Szkocji.